# Maarit Verronen
Maarit Hannele Verronen, född 20 augusti 1965 i Kalajoki, är en finländsk författare. 
Verronen blev filosofie licentiat 1991 och var verksam vid Uleåborgs universitets astronomiska institution fram till 1993. Hon har etablerat sig som en av de främsta stilisterna i ny finsk prosa. Hon debuterade med novellsamlingen Älä maksa lautturille (1992) som följts av en rad romaner, bland andra Luolavuodet (1998), Kylmien saarten soturi (2001), Pieni elintila (2004) och uppväxtskildringen Osallisuuden tunto (2006). Sin psykologiska novellkonst varierar hon framgångsrikt i samlingar som Löytöretkiä ja muita eksyneitä (1999) och Luotettava ohikulkija (2002). I hennes produktion märks även reseskildringen Matka Albaniaan (1997) samt manuskript för radio och tv. Hon tilldelades Kalevi Jäntti-priset 1993. 